# Moritz von Schwind

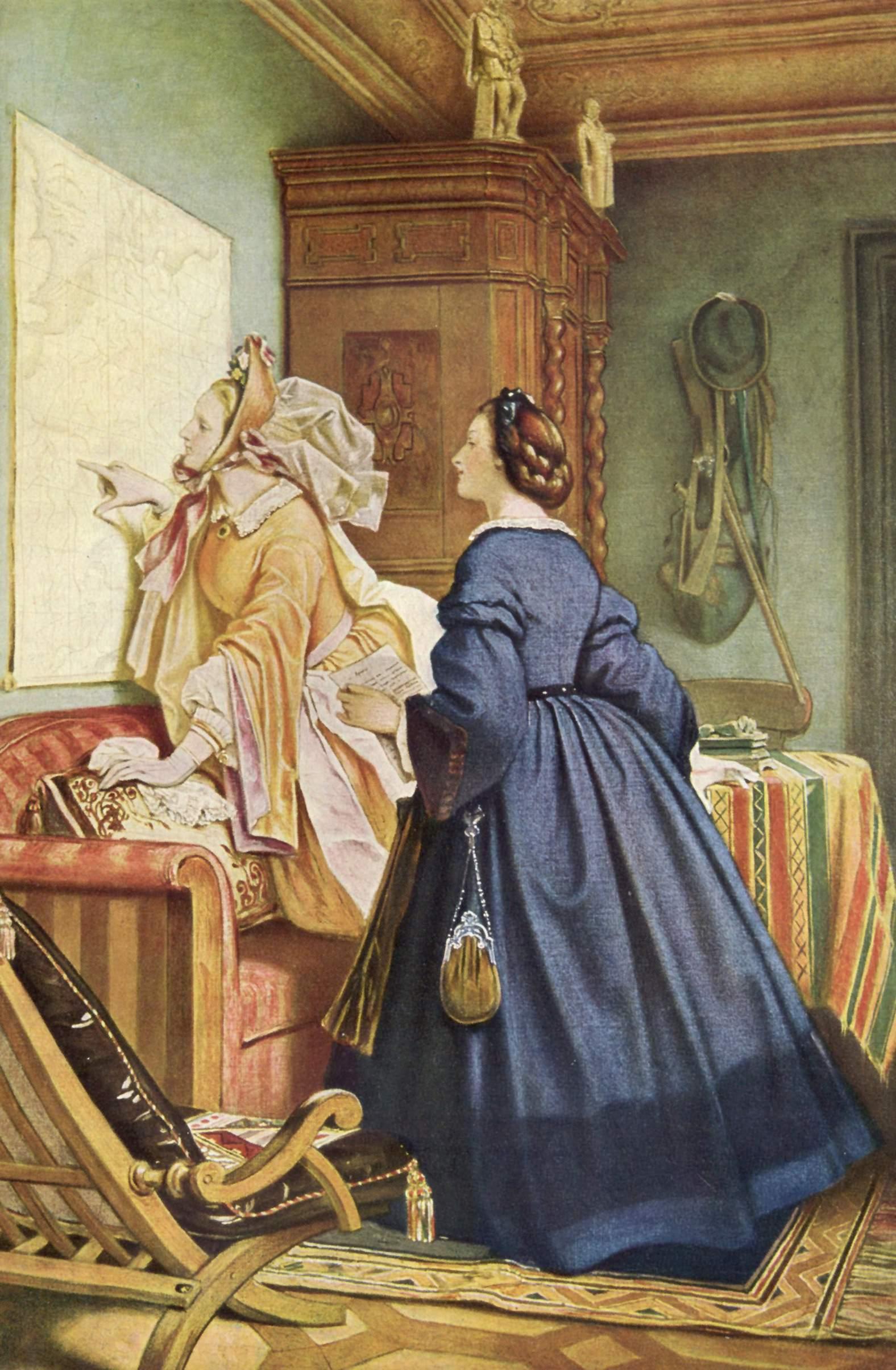
La casa dell'artista, ca. 1860

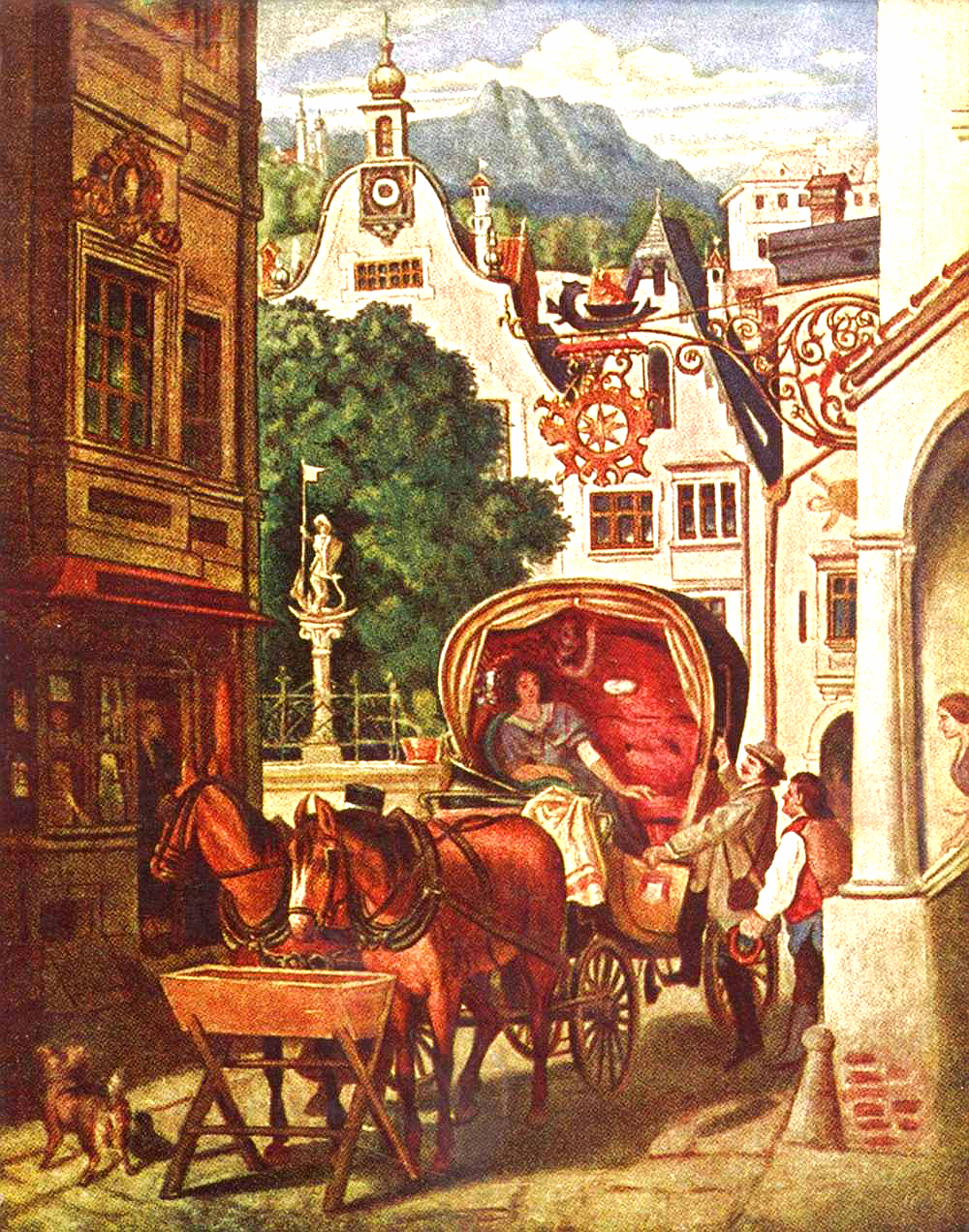
Il viaggio di nozze, 1867

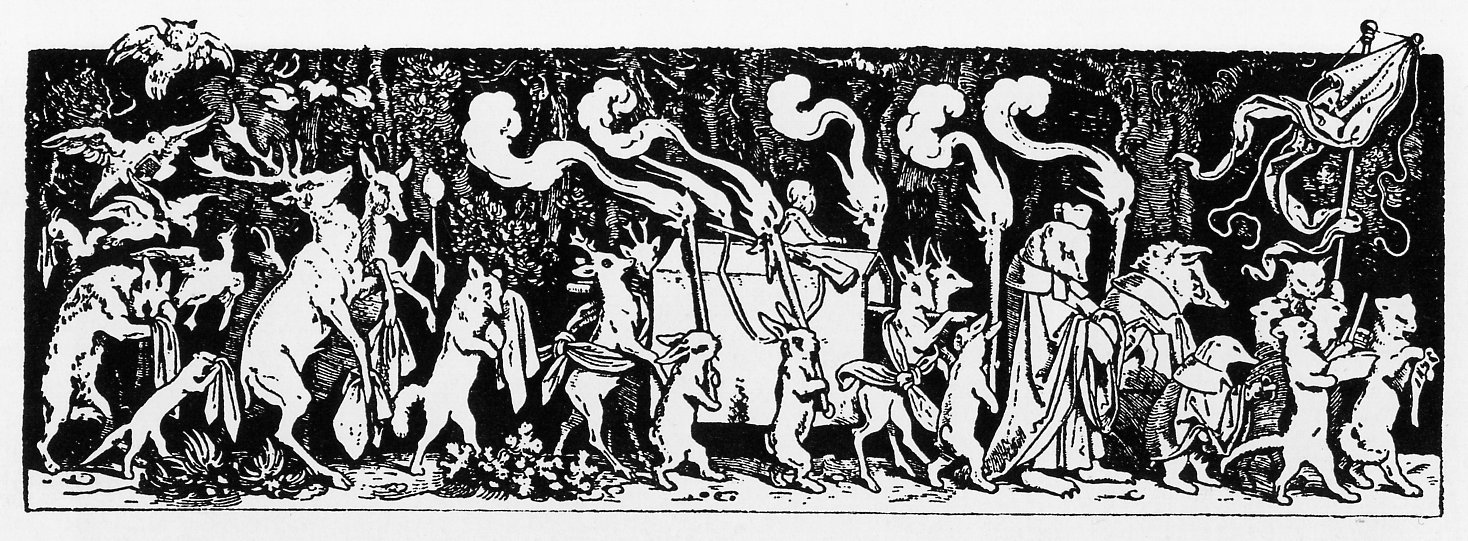
Incisione su legno Wie die Thiere den Jäger begraben (come gli animali seppelliscono il cacciatore), 1850

Moritz Ludwig von Schwind (Vienna, 21 gennaio 1804 – Pöcking, 8 febbraio 1871) è stato un pittore austriaco, del XIX secolo.

## Biografia
Moritz von Schwind era uno dei sei figli del segretario della Cancelleria Segreta di Corte a Vienna, Franz Edler von Schwind, e della di lui consorte Franziska von Holzmeister, figlia di un altro consigliere di corte.
Egli ebbe una formazione artistica rudimentale e passò una gioventù felice e spensierata a Vienna. Tra i suoi compagni c'era il compositore Schubert, di cui illustrò alcune canzoni. Nel 1828, l'anno della morte di Schubert, si trasferì a Monaco di Baviera, dove strinse amicizia con il pittore Schnorr e studiò sotto la guida di Cornelius, che era allora direttore dell'Accademia.
Nel 1834 ebbe l'incarico di decorare il nuovo palazzo di re Ludwig con pitture murarie che illustravano i lavori del poeta Tieck. Nello stesso luogo trovò anche il posto congeniale per la sua fantasia con un Kinderfries. Fu anche spesso impegnato nel lavoro su almanacchi, o illustrando opere di Goethe e di altri scrittori, il che gli procurò sia riconoscimenti che richieste di lavoro.
Negli anni dal 1840 al 1844 visse a Karlsruhe ove conobbe la sua futura moglie, la figlia di un maggiore,  Luise Sachs, che egli immortalò nel suo più famoso dipinto Die Hochzeitsreise (Il viaggio di nozze).
Decorò una villa a Lipsia con la storia di Amore e Psiche e successivamente giustificò la sua nomea di pittore-poeta con i disegni da La canzone dei Nibelunghi e dall'opera letteraria Gerusalemme liberata, del Tasso, per le pareti del castello di Hohenschwangau in Baviera.